# Listă de scriitori portughezi
Al Berto (poet)
Alexandre O'Neill (poet)
Almeida Garrett (
Alves Redol (scriitor neo-realist)
Agustina Bessa-Luís
Antero de Quental
António Gedeão (poet)
Lidia Jorge (scriitoare)
António Lobo Antunes, romancier
Ary dos Santos (poet)
Aquilino Ribeiro
Camilo Castelo Branco
Carlos de Oliveira
Cesário Verde (poet)
Daniel Sampaio
Eça de Queirós
Fernando Pessoa (poet)
Ferreira de Castro (scriitor și jurnalist)
Florbela Espanca (poet)
Gil Vicente (dramaturg)
Guerra Junqueiro
Herberto Helder (poet)
João de Barros
José Cardoso Pires
José Saramago (Premiul Nobel pentru Literatură in 1998)
Luís de Camões (poet, autorul Lusiadele)
Mário Cesariny de Vasconcelos (poet)
Miguel Torga (poet)
Ramalho Ortigão :Soeiro Pereira Gomes (scriitor neo-realist )
Sophia de Mello Breyner Andresen
Urbano Tavares Rodrigues
Vergílio Ferreira
Vitorino Nemésio (poet)